# Brandstaff Masters
De Brandstaff Masters is een voormalig Nederlands dartskampioenschap, georganiseerd door de British Darts Organisation (BDO) en de World Darts Federation (WDF).
Het toernooi werd gesponsord door Brandstaff die ook de sponsor van Raymond van Barneveld was. Het kampioenschap was een opzet naar de latere toernooien in Nederland zoals de World Darts Trophy en de International Darts League. Het toernooi werd gespeeld op 15 en 16 mei in het Indoor-Sportcentrum Eindhoven en uitgezonden door SBS6. Er kwam geen vervolg van het toernooi.
Raymond van Barneveld haalde de finale door in de kwartfinale Ronnie Baxter met 2-1 te verslaan. Het was een herhaling van de Embassy finale van januari 1999. In de halve finale won Van Barneveld van Ted Hankey met 3-0. In de andere halve finale won Martin Adams van Steve Beaton met 3-0. De finale won Van Barneveld van Martin Adams met 5-4.

## De 16 spelers
| - Raymond van Barneveld - Roland Scholten - Ronnie Baxter - Chris Mason - Kevin Painter - Steve Beaton - Colin Monk - Erik Clarys | - Richie Burnett - Martin Adams - Mervyn King - Ted Hankey - Co Stompé - Andy Fordham - Les Wallace - Francis Hoenselaar |

## Winnaars Brandstaff Masters
| Jaar | Winnaar               | Sets  | Runner-up    |
| ---- | --------------------- | ----- | ------------ |
| 1999 | Raymond van Barneveld | 5 – 4 | Martin Adams |